# Мильчиці
Ми́льчиці —  село в Україні, у Львівському районі Львівської області. Населення становить 294 особи. Орган місцевого самоврядування — Городоцька міська рада.

## Історія
Перша історична згадка про село — в 1370 році. У 1945 році сюди були депортовані українці із села Кобильниця Волоська на Любачівщині.

## Галерея

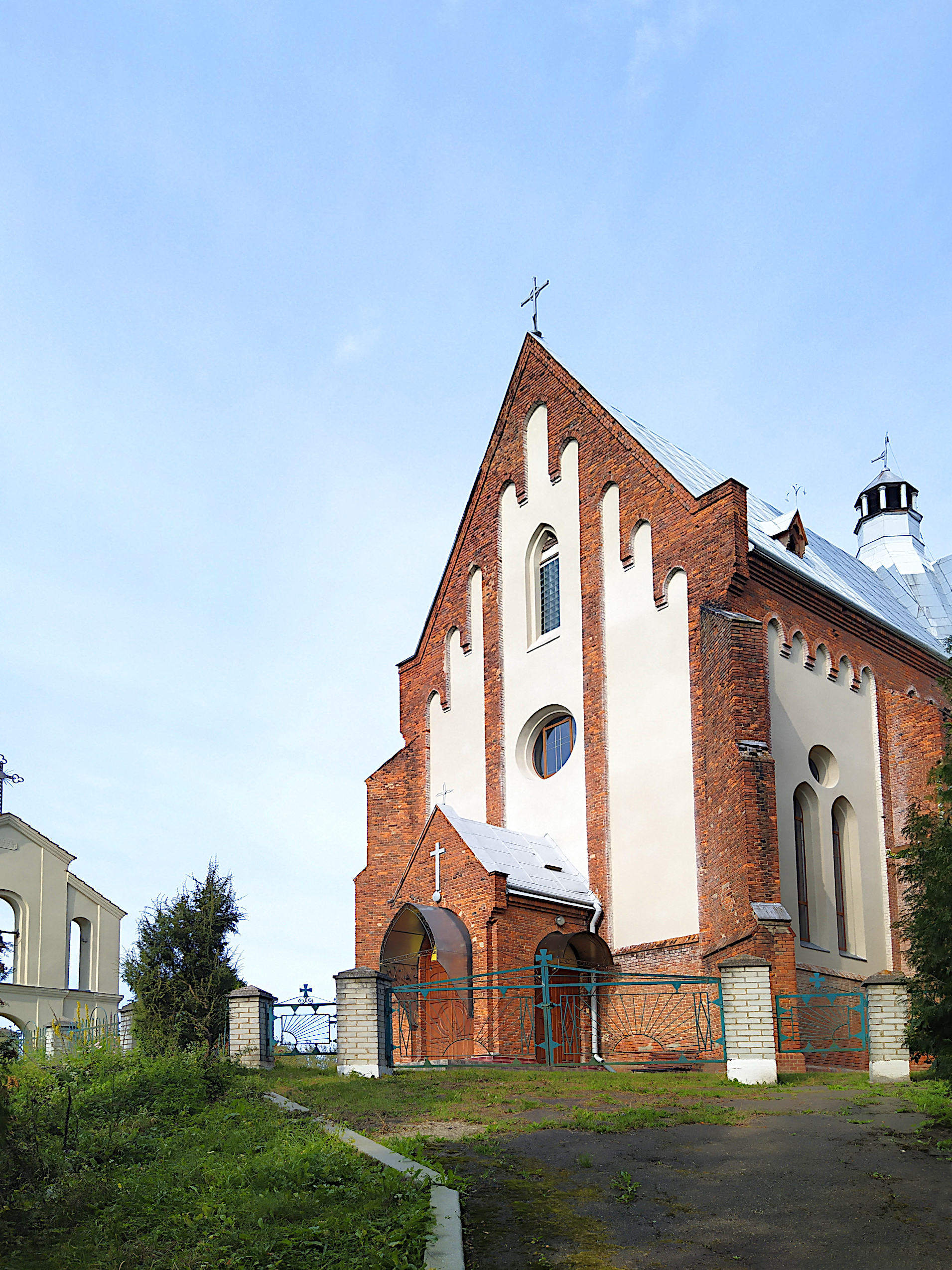
Церква св. Дмитра

## Населення
За даними Всеукраїнського перепису населення 2001 року, у селі мешкало 294 особи.